# Salario, precio y ganancia
Salario, precio y ganancia (en inglés: Value, Price and Profit; en alemán: Lohn, Preis und Profit) es una transcripción de una serie de conferencias en idioma inglés entregadas a la Primera Asociación Internacional de Trabajadores el 20 y 27 de junio de 1865 por Karl Marx. Fue publicado por primera vez en Londres de forma póstuma por su hija Eleanor Marx Aveling en 1898. 
En esta polémica, Marx trató de refutar las teorías de la política económica del socialismo ricardiano de John Weston, quien afirmaba que el aumento de los salarios no podía mejorar la situación de los obreros y, por lo tanto, los sindicatos (trade unions) tienen un efecto perjudicial. El informe asesta a la vez que "un golpe a los proudhonistas y a los lassalleanos, los cuales mantienen una actitud negativa hacia la lucha económica de los obreros y hacia los sindicatos". En el proceso de criticar a Weston, Marx expone sus teorías económicas sobre la teoría del valor-trabajo, la plusvalía, la tendencia decreciente de la tasa de ganancia, el papel de la lucha de clases y "la necesidad de subordinarla a la meta final del proletariado: la supresión del sistema de trabajo asalariado".

## Publicación
Esta noche hay una sesión especial de la Internacional. Un buen viejo, antiguo owenista, Weston (carpintero) ha presentado las dos proposiciones siguientes, que está defendiendo continuamente en la Beechive: 1) que un aumento general del salario no sería de utilidad para los obreros; 2) que, por consiguiente, etc., los sindicatos tienen un efecto perjudicial.

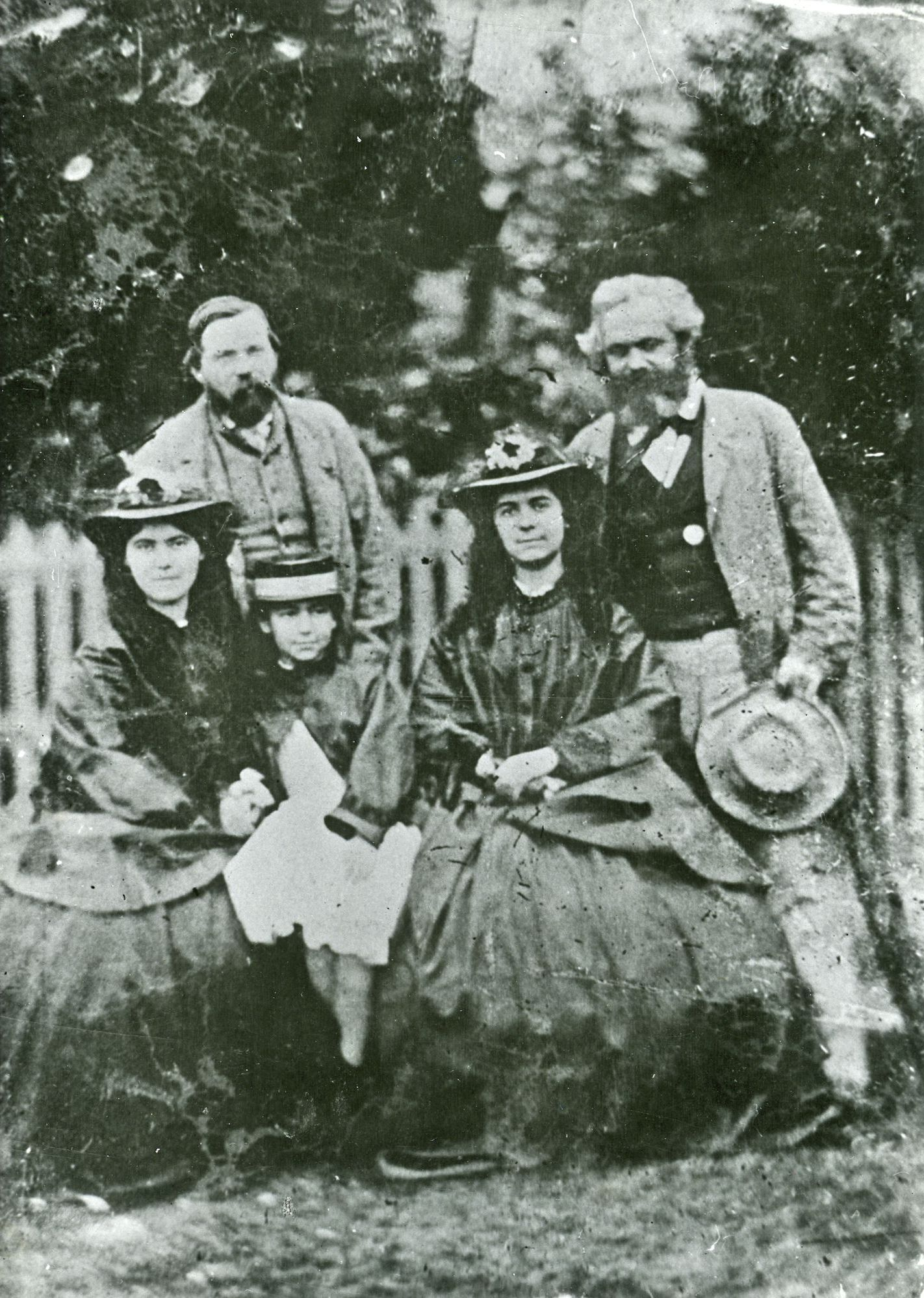
Friedrich Engels y Marx junto a sus hijas Jenny Caroline, Jenny Julia Eleanor y Jenny Laura (1860.c).

Si estas dos proposiciones, en las que sólo él cree en nuestra sociedad, fueran aceptadas, nos pondríamos en ridículo, tanto a causa de los sindicatos de aquí como de la infección huelguística que prevalece ahora en el continente.
[...]

Por insustancial que esto sea (adhiriéndose a la más superficial apariencia externa) no es fácil explicar a gente ignorante todos los problemas económicos que aquí entran en juego. No se puede comprimir un curso de economía política en una hora. Pero, haremos lo mejor que podamos.
Carta de Marx a Engels, 20 de mayo de 1865.

La obra Salario, precio y ganancia es el texto del informe presentado por Marx en las reuniones del Consejo General de la Primera Asociación Internacional de Trabajadores. El texto se escribió en inglés entre finales de mayo y el 27 de junio de 1865, mientras Marx estaba en preparación del primer tomo de El Capital, a un año antes de su publicación. Nunca llegó a publicarse en vida de Marx.

En el Central Council [Consejo Central], leí a paper [una exposición] -la cual, una vez impresa, quizás cubra dos pliegos- sobre la cuestión que había sido suscitada por el Sr. Weston [...] Por una parte, esta publicación quizás me seria útil, ya que esta gente está relacionada con J. St. MilL, el profesor Beesly, Harrison, etc. Pero, por otra parte, tengo mis escrúpulos. 

1. Porque tener por adversario al señor Weston no es muy lisonjero.
2. Dicha intervención, en su segunda parte, contiene bajo una forma sumamente concisa but relatively papular [aunque relativamente accesible al gran público], muchas novedades que son una anticipación de mi libro; pero, por otro lado, tuve necesariamente que tratar muy superficialmente muchas cuestiones. Me pregunto si sería oportuno anticipar de esta manera las cuestiones en que trabajo. [...]

Carta de Marx a Engels, 24 de junio de 1865.

Salario, precio y ganancia fue publicado por vez primera póstumamente en folleto en Londres en 1898 por la hija de Marx, Eleanor Marx bajo el título "Value, price and profit", añadiendo un prefacio suyo y los títulos a la introducción y a los seis primeros capítulos del manuscrito, ya que no los tenían originalmente.

## Resumen

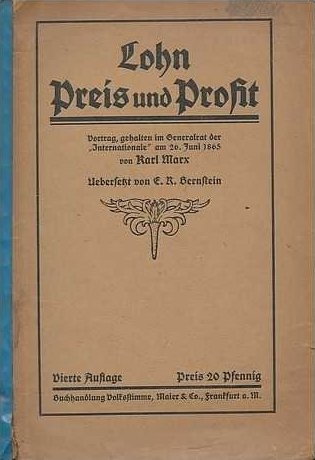
Lohn, Preis und Profit (1898).

Marx argumenta que debido a que existen leyes económicas que gobiernan el valor de las mercancías representadas por la relación social de salarios y precios, los capitalistas no pueden aumentar o disminuir los salarios simplemente a su antojo, ni pueden elevar los precios a voluntad para compensar las ganancias perdidas resultante de un aumento de los salarios. En el centro del argumento se encuentra la teoría del valor del trabajo y la premisa relacionada de que el beneficio representa la plusvalía creada por el trabajo que trabaja más allá de la cantidad necesaria para reproducirse, como lo representan los salarios y el poder de compra de los salarios. El precio de las materias primas (en particular las necesidades). En otras palabras, la ganancia es lo que queda después de pagarle al trabajador un salario que representa una cierta porción del trabajo realizado, el resto efectivamente no se paga y se reserva al capitalista. 
Debido a que este acuerdo depende en última instancia de las condiciones sociales del trabajo y la producción, a pesar de la existencia de leyes aparentemente naturales que rigen el valor de las mercancías, dentro de estos límites los trabajadores pueden organizarse para exigir una mayor tasa de pago a expensas de las ganancias del capitalista, no a sus expensas, como sostiene Weston, quien afirma que los capitalistas simplemente subirán los precios para vender la misma cantidad de productos a una tasa que pagará la misma cantidad de trabajo, cancelando efectivamente cualquier ganancia salarial ganada por los trabajadores a través de actividades sindicales.
Marx sostiene que la ganancia no se obtiene vendiendo productos por encima de su valor, en cuyo caso los capitalistas podrían aumentar los precios a su antojo, sino que los productos que se venden a su valor natural o cerca de ellos producen beneficios, porque los trabajadores solo reciben una remuneración por la parte de su trabajo que paga. su propia fuerza de trabajo, es decir, la mano de obra que genera suficiente valor para pagar a los trabajadores su salario. En este sentido, Marx distingue el valor como el precio natural de un producto a través de la fuerza de trabajo invertida en él, que constituye un límite superior a los salarios, y la tasa de ganancia como la relación entre la plusvalía que le queda al capitalista después de pagar el salario y el salario en sí mismo, excluyendo así las inversiones en capital antes de la producción, y sin tener en cuenta los pagos de los capitalistas en concepto de renta a los propietarios e intereses a los prestamistas que deben provenir de la plusvalía después de la producción. 
Esta relación, la diferencia entre el valor creado por el "último trabajador empleado" y el salario pagado a ese trabajador, que constituye el uso de Marx de la palabra "explotación".
Marx concluye que, en la medida en que el valor está determinado por el trabajo y que la ganancia es la plusvalía apropiada que queda después de pagar los salarios, la ganancia máxima está establecida por el salario mínimo necesario para sostener el trabajo, pero a su vez es ajustada por los poderes productivos generales del trabajo, el uso de determinadas herramientas y máquinas, la duración de la jornada laboral, la intensidad del trabajo demandado y los precios fluctuantes de productos básicos, como metales y alimentos, que determinan cuánto puede comprar un trabajador con los salarios expresados en dinero. Todos estos factores son producto de un acuerdo social dado, en este caso el propio sistema de trabajo asalariado, el trabajador queda a merced de las mercancías y los ciclos del capitalismo, pero no al capricho de los capitalistas que pagan sus salarios, que reducirá los salarios durante una disminución en el valor del trabajo, pero resistirá los esfuerzos para aumentar los salarios durante las alzas cíclicas y, a pesar de cualquier otro factor que pueda aumentar el valor del trabajo de nuevo a su nivel natural promedio. 
Por lo tanto, insistiendo en que los trabajadores no solo pueden ejercer presión para aumentar sus salarios como un reflejo del valor de su trabajo como una mercancía, sino que, de hecho, deben organizarse para que las presiones inherentes del capitalismo los reduzcan a "una masa nivelada de desgraciados rotos más allá de la salvación", no obstante, Marx declara que el sindicalismo es una fuerza conservadora, siempre y cuando se limite a una preservación defensiva de lo que solo puede equivaler a salarios promedio históricamente, sin intentar abolir el propio sistema de trabajo asalariado.

## Contenido
- Todas las citas provienen de Marxists Internet Archive

### Producción, salarios y ganancias
En el primer capítulo, Marx comienza la obra en respuesta a la "teoría del fondo de salarios" de John Weston, (también defendida por John Stuart Mill) según la cual "los precios de las mercancías se determinan o regulan por los salarios" (véase Teoría del fondo de salarios). De acuerdo con Weston, un aumento en el salario del trabajador resulta en un aumento en los productos básicos, lo que aumenta el costo para todos (véase inflación).

Según Marx, esta tesis se basa en las erróneas ideas de que el volumen de la producción nacional es una cosa fija, pues cada año la producción y su coste mantenimiento incrementan; y que la suma de los salarios medidos por la cantidad de mercancías que puede ser comprada con ellos (salario real) es también una suma fija, pues las ganancias y los salarios pueden variar y dar el mismo resultado.
No debe decir que el volumen de los salarios es una cantidad constante, sino que, aunque no puede ni debe aumentar, puede y debe disminuir siempre que al capital le plazca rebajarlo. [...] Si en un país, por ejemplo en los Estados Unidos, los tipos de salarios son más altos que en otro, por ejemplo en Inglaterra, [...] habría que preguntarse: ¿por qué la voluntad del capitalista norteamericano difiere de la del capitalista inglés? [...] Indudablemente, la voluntad del capitalista consiste en embolsarse lo más que pueda. Y lo que hay que hacer no es discurrir acerca de lo que quiere, sino investigar su poder, los límites de este poder y el carácter de estos límites.
Marx decide aceptar el supuesto de Weston en el segundo capítulo, donde si los obreros exigieran aumentar su salario, los capitalistas aumentarían los precios y el poder adquisitivo de los obreros no aumenta. Marx responde:
Si admitimos que no se ha operado en absoluto ningún cambio, ni en las fuerzas productivas del trabajo, ni en el volumen del capital y trabajo invertidos, ni en el valor del dinero en que se expresa el valor de los productos, sino que cambia tan sólo el tipo de salarios, ¿cómo puede esta alza de salarios influir en los precios de las mercancías? Solamente influyendo en la proporción existente entre la oferta y la demanda de ellas.
Dado que generalmente la clase obrera invierte más sus ingresos en bienes de primera necesidad, y los capitalistas en bienes de lujo, la "tasa de ganancia" (beneficio entre capital invertido) no solo descendería en proporción al aumento de salarios, sino en conjunto con el aumento de precios en artículos de primera necesidad (por mayor demanda obrera debido al aumento de su poder adquisitivo). Respecto a los bienes de lujo su demanda bajaría ya que el sector de bienes primarios se ha vuelto más rentable. Incluso si la clase obrera invirtiera en bienes de lujo su aumento en demanda "tiene que compensarse con la contracción de la demanda por parte de la clase capitalista", por lo que "no se producirá ningún cambio en los precios de las mercancías". A consecuencia, las tasas de ganancia difieren en las ramas de la industria y el trabajo con el capital se desplazarían a las ramas más rentables. Este proceso duraría hasta que la tasa de ganancia volvería a nivelarse en las diferentes ramas cuando la oferta de una rama aumentase proporcionalmente a la mayor demanda y en las demás bajase conforme a la menor demanda. Luego no habría ningún cambio en el volumen de la producción, sino que este cambiaría de forma, siendo mayor a la parte de artículos de primera necesidad y menor a la de lujo. 
Este tratamiento macroeconómico de Marx con distintos departamentos de bienes de consumo fue también usado en los esquemas de reproducción simple y ampliada del capital en el segundo tomo de El capital.

### Oferta y demanda

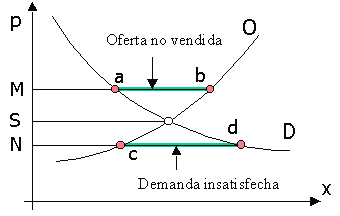
Siguiendo a Adam Smith, Marx afirma que la oferta y la demanda determina el precio de una mercancía y que éste es igual a su valor si ambos factores se equilibran (precio natural).

El cuarto capítulo responde a otro postulado de Weston, según el cual "la reducción de los medios de pago operada por la subida de los salarios determinaría una disminución del capital". Marx afirma que dicho postulado se reduce a su tesis del capítulo inicial.
Se declara contrario a la subida de salarios o a los salarios altos que resultarían a consecuencia de esta subida. Ahora bien, le pregunto yo: ¿qué son salarios altos y qué salarios bajos? [...] Si alguien diese una conferencia sobre el termómetro y se pusiese a declamar sobre grados altos y grados bajos, no enseñaría nada a nadie. Lo primero que tendría que explicar es cómo se encuentra el punto de congelación y el punto de ebullición y cómo estos dos puntos determinantes obedecen a leyes naturales y no a la fantasía de los vendedores o de los fabricantes de termómetros.
Con esta metáfora, Marx muestra que Weston no podría decir por qué se paga una determinada suma de dinero por una determinada cantidad de trabajo.
Si me contestase que esto lo regula la ley de la oferta y la demanda, le pediría ante todo que me dijese por qué ley se regulan, a su vez, la demanda y la oferta. Y esta contestación le pondría inmediatamente fuera de combate. [...] Pero si tomáis la oferta y la demanda como ley reguladora de los salarios, [...] las subidas periódicas de los salarios son tan necesarias y tan legítimas como sus bajas periódicas. Y si no consideráis la oferta y la demanda como ley reguladora de los salarios, entonces repito mi pregunta anterior: ¿por qué se da una determinada suma de dinero por una determinada cantidad de trabajo?
Según Marx, la oferta y la demanda regulan las oscilaciones pasajeras en los precios de un artículo por encima o debajo de su valor en el mercado, pero no determinan el valor en si de las mercancías. Asumiendo que la oferta y la demanda se equilibran, estas dos fuerzas dejan de actuar y "el precio de una mercancía en el mercado coincide con su valor real, con el precio normal en torno al cual oscilan sus precios en el mercado".

### Valor, trabajo y precio

Marx compara el igual intercambio de mercancías como cuando se compara el área de varios triángulos con rectángulos, puesto que estas figuras pueden dividirse en un cierto número de triángulos.

El sexto capítulo comienza sobre con la cuestión de cuál es el valor de una mercancía y cómo se determina. Es en este momento donde Marx se centra en los aspectos fundamentales de la teoría del valor-trabajo. De primeras, parece como si el valor de una mercancía fuese algo relativo, que debe considerarse en relación con otras mercancías. Este es el denominado valor de cambio, es decir, las proporciones en que se cambia una mercancía por otra.
Sabemos por experiencia que estas proporciones varían hasta el infinito. [...] Y, sin embargo, como su valor es siempre el mismo, ya se exprese en seda, en oro o en otra mercancía cualquiera, este valor tiene que ser forzosamente algo distinto e independiente de esas diversas proporciones en gue se cambia por otros artículos. Tiene que ser posible expresar en una forma muy distinta estas diversas ecuaciones entre diversas mercancías.
Por tanto, cada la relación entre dos objetos, debe compararse a un tercero común de ambos, distinguiéndolos solamente por la proporción en que contienen esta medida.
Como los valores de cambio de las mercancías son simplemente funciones sociales de las mismas y no tienen nada que ver con sus propiedades naturales, lo primero que tenemos que hacer es preguntarnos esto: ¿Cuál es la sustancia social común a todas las mercancías? Es el trabajo. Para producir una mercancía hay que invertir en ella o incorporar a ella una determinada cantidad de trabajo. Y no simplemente trabajo, sino trabajo social.

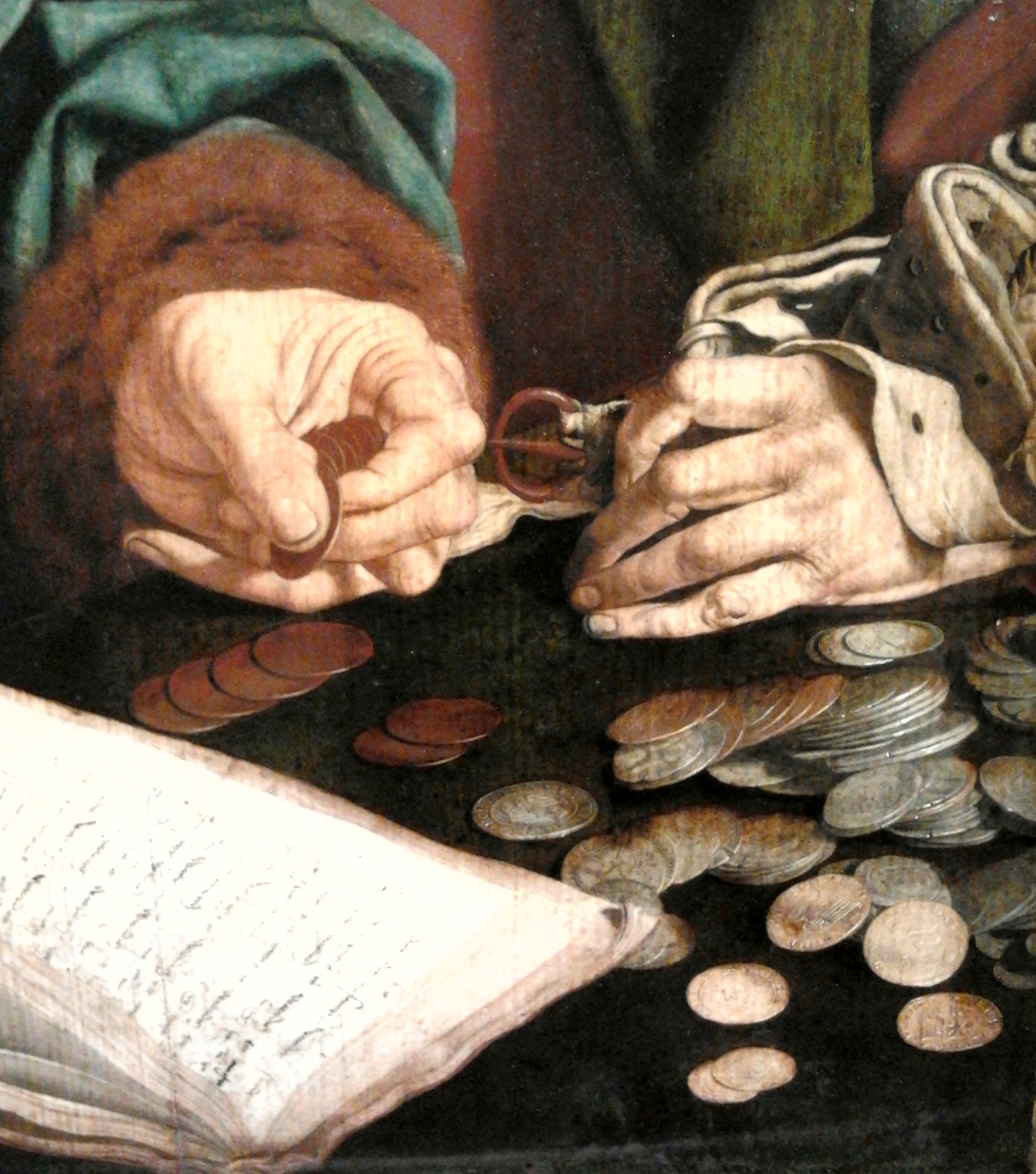
El precio es la expresión monetaria del valor de una mercancía en dinero, el cual es otra mercancía y suele representar el valor del oro.

Quien produce un objeto para consumición propia crea un producto, pero no una mercancía. Para producir una mercancía, su mismo trabajo ha de hallarse supeditado a la división del trabajo dentro de la sociedad bajo el aspecto de trabajo social realizado y la existencia de la propiedad privada sobre los medios de producción; es decir, la organización de la producción es privada e independiente. Esta magnitud se mide por el tiempo de trabajo socialmente necesario. Marx concluye:
Una mercancía tiene un valor por ser cristalización de un trabajo social. La magnitud de su valor o su valor relativo depende de la mayor o menor cantidad de sustancia social que encierra; es decir, de la cantidad relativa de trabajo necesaria para su producción. Por tanto, los valores relativos de las mercancías se determinan por las correspondientes cantidades o sumas de trabajo invertidas, realizadas, plasmadas en ellas. Las cantidades correspondientes de mercancías que pueden ser producidas en el mismo tiempo de trabajo, son iguales. O, dicho de otro modo: el valor de una mercancía guarda con el valor de otra mercancía la misma proporción que la cantidad de trabajo plasmada en una guarda con la cantidad de trabajo plasmada en la otra.
Marx declara que el precio es la expresión del valor de una mercancía en dinero, generalmente en valor del oro o plata por aquel entonces. La conversión del valor en precio se trata de un proceso por medio del cual se da los valores de todas las mercancías una forma independiente y homogénea como cantidades de igual trabajo social. Dicha expresión fue llamada precio natural por Adam Smith y por los fisiócratas franceses, prix nécessaire. Por otro lado, el precio de mercado es el mismo para todas las mercancías de la misma clase y no hacen más que expresar la cantidad media de trabajo social que es necesaria para abastecer el mercado con una determinada cantidad de cierto artículo.
Hasta aquí, el precio de una mercancía en el mercado coincide con su valor. De otra parte, las oscilaciones de los precios del mercado, que unas veces exceden del valor o precio natural y otras veces quedan por debajo de él, dependen de las fluctuaciones de la oferta y la demanda. [...] Baste decir que si la oferta y la demanda se equilibran, los precios de las mercancías en el mercado corresponderán a sus precios naturales, es decir, a sus valores, los cuales se determinan por las respectivas cantidades de trabajo necesario para su producción. Pero la oferta y la demanda tienen que tender siempre a equilibrarse, aunque sólo lo hagan compensando una fluctuación con otra, un alza con una baja, y viceversa.

### Fuerza de trabajo, plusvalía y ganancias

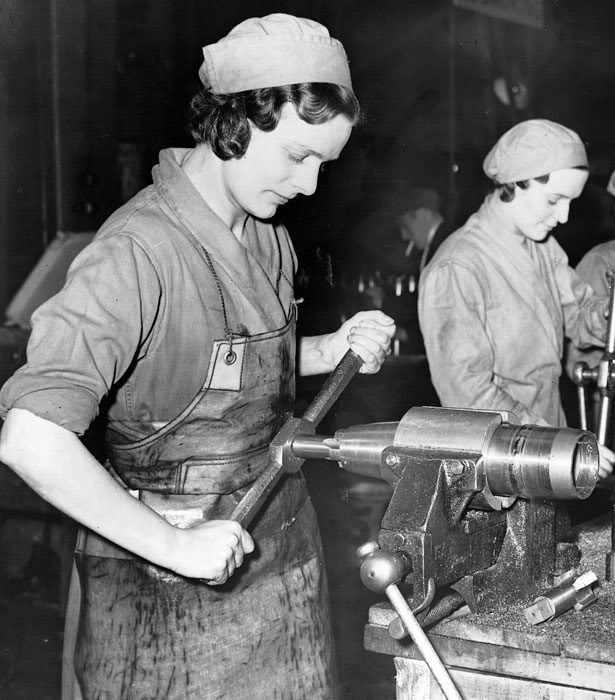
El valor de la fuerza de trabajo se determina por el valor de los artículos de primera necesidad exigidos para su mantenimiento.

Al final del capítulo sexto, Marx sostiene que en el mercado se intercambían mercancías de igual valor pero al mismo tiempo se obtienen ganancias. Es en el capítulo séptimo donde resuelve esta aparente paradoja científica, comparada metafóricamente con la rotacion de la Tierra alrededor del Sol y que el esté compuesta agua por dos gases inflamables, mediante el concepto de la fuerza de trabajo. Citando el Leviatán del filósofo Thomas Hobbes, Marx dice:
Lo que un hombre vale o en lo que se estima es, como en las demás cosas, su precio, es decir, lo que se daría por el uso de su fuerza.
Acorde a Marx, un obrero no vende su trabajo directamente, sino el derecho de disponer su cuerpo para trabajar al capitalista de forma temporal. Si no existiese dicha limitación legal, sería esclavitud. Al igual que con las demás mercancías, su valor se determina por la cantidad de trabajo necesaria para su producción, el cual es el coste de su manutención del trabajador y la de sus hijos, llamados a reemplazarle en el mercado de trabajo, además del desarrollo y adquisición de cierta destreza y conocimientos. De aquí deriva que si el coste de producción de la fuerza de trabajo es distinto, tienen que serlo también los valores de la fuerza de trabajo aplicada en los distintos oficios. En el capítulo octavo, Marx expone el concepto de plusvalor:
Al comprar la fuerza de trabajo del obrero y pagarla por su valor, el capitalista [...] el derecho a servirse de ella o a hacerla trabajar durante todo el día o toda la semana. [...] Tomemos el ejemplo de nuestro hilador. Veíamos que, para reponer diariamente su fuerza de trabajo, este hilador necesitaba reproducir diariamente un valor de tres chelines, lo que hacia con su trabajo diario de seis horas. [...] Y el capitalista, al pagar el valor diario o semanal de la fuerza de trabajo del hilador, adquiere el derecho a usarla durante todo el día o toda la semana. Le hará trabajar, por tanto, supongamos, doce horas diarias. Es decir, que sobre y por encima de las seis horas necesarias para reponer su salario, o el valor de su fuerza de trabajo, tendrá que trabajar otras seis horas, que llamaré horas de plustrabajo, y este plustrabajo se traducirá en una plusvalía y en un plusproducto.
En este caso, los tres chelines serían el precio del valor diario de su fuerza de trabajo (su salario) el cual el hilador genera en 6 horas, pero trabaja a la vez otras 6 horas más (plusproducto) creando más valor que se materializa en la mercancía (plusvalia), generando así ganancias. Como el hilador ha vendido su fuerza de trabajo, todo el producto que ha creado pertenece al capitalista, y por ello ese superávit de tres chelines más también pertenece al capitalista. Al repetir diariamente esta operación, el capitalista pagará tres chelines y se embolsará seis, la mitad de los cuales volverá a invertir en pagar nuevos salarios. La tasa de plusvalía dependerá entonces de la proporción entre la parte de la jornada necesaria para reproducir el valor de la fuerza de trabajo y tiempo de más que el obrero trabaja destinado al capitalista. Con estos conceptos, Marx explica y detalla en los siguientes capítulos la obtención de ganancias en el capitalismo.
Esta ganancia no se la embolsa en su totalidad el empresario capitalista. El monopolio del suelo permite al terrateniente embolsarse una parte de esta plusvalía bajo el nombre de renta del suelo, lo mismo si el suelo se utiliza para fines agrícolas que si se destina a construir edificios, ferrocarriles o a otro fin productivo cualquiera. Por otra parte, el hecho de que la posesión de los medios de trabajo permita al empresario capitalista producir una plusvalía o, lo que viene a ser lo mismo, apropiarse una determinada cantidad de trabajo no retribuido, permite al propietario de los medios de trabajo, que los presta total o parcialmente al empresario capitalista, en una palabra, permite al capitalista que presta el dinero, reivindicar para sí mismo otra parte de esta plusvalía, bajo el nombre de interés, con lo que al empresario capitalista, como tal, sólo le queda la llamada ganancia industrial o comercial. [...] La renta del suelo, el interés y la ganancia industrial no son más que otros tantos nombres diversos para expresar las diversas partes de la plusvalía [...]; mas el suelo y el capital permiten a sus poseedores obtener su parte correspondiente en la plusvalía que el empresario capitalista estruja al obrero.
Marx concluye que "el sistema actual, aun con todas las miserias que vuelca sobre ella, engendra simultáneamente las condiciones materiales y las formas sociales necesarias para la reconstrucción económica de la sociedad" y que el propósito revolucionario es la "¡Abolición del sistema del trabajo asalariado!", proponiendo tres resoluciones:
1. Una subida general de los tipos de salarios acarrearía una baja de la cuota general de ganancia, pero no afectaría, en términos generales, a los precios de las mercancías.
2. La tendencia general de la producción capitalista no es a elevar el promedio standard del salario, sino a reducirlo.

3. Las tradeuniones trabajan bien como centros de resistencia contra las usurpaciones del capital. Fracasan, en algunos casos, por usar poco inteligentemente su fuerza. Pero, en general, fracasan por limitarse a una guerra de guerrillas contra los efectos del sistema existente, en vez de esforzarse, al mismo tiempo, por cambiarlo, en vez de emplear sus fuerzas organizadas como palanca para la emancipación final de la clase obrera; es decir, para la abolición definitiva del sistema del trabajo asalariado.